# 中野佑美
中野 佑美（なかの ゆみ、1998年8月4日 - ）は、日本のYouTuber、アーティスト、元アイドル、元ニコ生配信者。

## 人物・来歴
身長 153.5cm。カップサイズ Gカップ。血液型 A型。
趣味 アニメ鑑賞、猫と遊ぶこと。2匹の猫（ノルウェージャンフォレストキャット）を飼っている。
2012年夏頃、ニコニコ生放送で生放送開始。ニコ生クルーズをきっかけに、フォロー数が急激に伸びた。
2014年6月8日、新宿BLAZE「palet 2nd Anniversary Live」にてpaletの新メンバーとして登場しデビュー。グループ内のグラビア担当として週刊プレイボーイ、ヤングアニマル、ヤングチャンピオンなどで水着グラビアを披露している。
2016年12月28日、赤坂BLITZにて「palet LIVE 2015 年末スペシャル!!」を開催。武田紗季とともにグループを卒業。
卒業後は音楽レーベルのIggy Side Records.、芸能事務所のGROVE事務所にそれぞれ所属。
2017年6月1日、自身のYouTubeチャンネルに動画を投稿開始。

## 出演
paletメンバーとしての出演は「palet#出演」を参照。

### ウェブテレビ
- DTテレビ（2019年5月31日 - 、AbemaTV）#76より不定期出演[7]。